# Arthur von Brauer

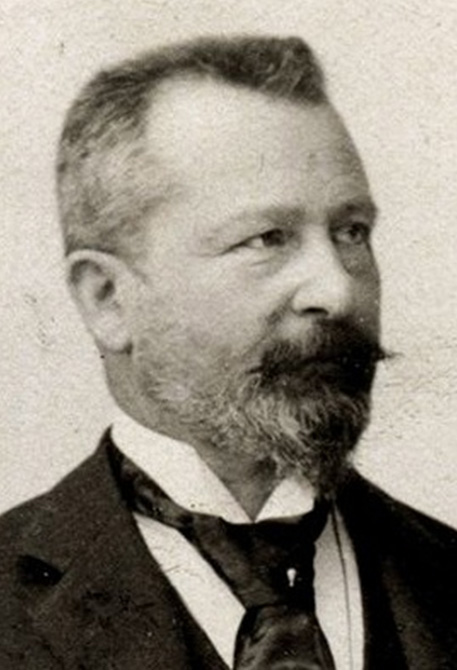
Arthur von Brauer

Carl Ludwig Wilhelm Arthur von Brauer (* 17. November 1845 in Karlsruhe; † 24. April 1926 in Baden-Baden) war ein badischer Politiker.

## Leben
Brauer studierte Rechtswissenschaften an der Universität Göttingen und wurde dort 1865 Mitglied des Corps Hannovera. Nach dem Studium trat er in den Staatsdienst des Großherzogtums Baden ein. Ab 1871 war er im Auswärtigen Dienst des Deutschen Reiches in Bukarest, Sankt Petersburg und Kairo tätig, von 1882 bis 1888 als Vortragender Rat der politischen Abteilung des Amtes unter Otto von Bismarck. Ab 1888 Referent Bismarcks in Friedrichsruh. Nach der Entlassung Bismarcks als Reichskanzler kehrte Brauer in badische Dienste zurück und wurde badischer Gesandter und bevollmächtigter Minister beim Bundesrat. Von 1893 bis 1905 leitete Brauer das Ministerium des Großherzoglichen Hauses und der auswärtigen Angelegenheiten, dessen wichtigstes Ressort die Verwaltung der Badischen Staatseisenbahn war. Ab 1901 wurde Brauer zusätzlich Präsident des Badischen Staatsministeriums (bzw. Staatsminister, was nach heutigem Verständnis dem Amt eines Ministerpräsidenten entsprach). 1905 erhielt er aus gesundheitlichen Gründen seinen erbetenen Abschied und trat in den Hofdienst des Großherzogs. Ab 1906 bekleidete Brauer den Posten als Großhofmeister, gab aber mit dem Regierungsantritt von Friedrich II. das damit verbundene Oberstkammerherrenamt ab.
Von Brauer liegt auf dem Hauptfriedhof Karlsruhe begraben.

## Schriften
- Erinnerungen „Im Dienste Bismarcks“. bearbeitet von Helmut Rogge, Mittler Verlag, Berlin 1936.
- Zwei Monate Dienst in Friedrichsruh. Deutsche Verlage Anstalt, 1915.
- Die deutsche Diplomatie unter Bismarck. Deutsche Verlags Anstalt, 1906.